# Edoardo Soderini
Edoardo Soderini (Roma, 22 novembre 1853 – Roma, 14 maggio 1934) è stato un politico italiano.
Fu nominato senatore del Regno d'Italia nella XXVI legislatura